# 盆景貓
盆景貓（Bonsai Kitten）是一個網路謠言，把幼貓塞進玻璃瓶或玻璃罐裏面，用一根管餵貓咪，另一根管子清潔牠的排泄物，為了讓貓咪成長為瓶子或罐子的形狀，餵貓咪吃一種可以軟化骨頭的化學藥物。該網站引起不少愛護動物人士抨擊，經查證後發覺網站內容全屬虛構，製作者只是想測試網民的反應，实际上这只猫是可以自由进出玻璃瓶的。